# 巴库石油工人足球俱乐部
石油工人职业足球俱乐部，也称巴库石油工人，是一所位于阿塞拜疆首都巴库的足球俱乐部，现参加阿塞拜疆足球超級聯賽。队名中的Neftçi在阿塞拜疆语中意为「石油工人」。
巴库石油工人成立于1937年，是阿塞拜疆最著名和最成功的俱乐部。在苏联时期，球队在苏联顶级足球联赛中总共踢了27个赛季，并于1966年赢得铜牌。阿塞拜疆独立后，球队一直参加阿塞拜疆足球超級聯賽，从未降级。
2012年，巴库石油工人在2012–13年歐霸盃附加赛中以4–2的总比分击败尼科西亚希腊人竞技，成为第一个晋级欧洲赛事小组赛的阿塞拜疆俱乐部。
巴库石油工人的主场是巴库的石油工人竞技场，这里同时也是阿塞拜疆国家足球队的主场。

## 荣誉

### 國內
- 阿塞拜疆足球超級聯賽

冠軍（9）：1992, 1995–96, 1996–97, 2003–04, 2004–05, 2010–11, 2011–12, 2012–13, 2020–21
亞軍（5）：2000-01, 2001-02, 2006-07, 2019–20, 2021–22
- 阿塞拜疆盃

冠軍（6）：1994–95, 1995–96, 1998–99, 2003–04, 2012-13, 2013-14
亞軍（5）：2000-01, 2011-12, 2014–15, 2015–16, 2022–23
- 阿塞拜疆超級盃

冠军（2）：1993, 1995
亞軍（1）：2013

### 地区
- 苏联足球超级联赛

季军（1）：1966
- 独联体杯

冠军（1）：2006
亚军（1）：2005

## 外链
- 官方網站 （页面存档备份，存于） （亞塞拜然語、英語和俄語）